# Esquerdes
Esquerdes [ekɛʁd] est une commune française située dans le département du Pas-de-Calais en région Hauts-de-France. Ses habitants sont appelés les Esquerdois. La commune est membre de la communauté de communes du Pays de Lumbres qui regroupe 36 communes et compte 24 187 habitants en 2021.
La commune d'Esquerdes est située dans le nord-est du département du Pas-de-Calais, dans la vallée de l'Aa, à 4 km au sud-ouest de la commune de Saint-Omer. C’est une commune de type ceinture urbaine avec une population de 1 607 habitants au dernier recensement de 2022.
Le territoire de la commune est situé dans le parc naturel régional des Caps et Marais d'Opale et est riche de sept ZNIEFF et d’un site Natura 2000.
Sur le territoire communal se trouve l'église Saint-Martin qui fait l’objet d’un classement au titre des monuments historiques.

## Géographie

### Localisation
Localisée dans le nord-est du département du Pas-de-Calais, la commune d'Esquerdes, située dans la vallée l'Aa, se trouve, à vol d'oiseau, à 4 km à l'est de la commune de Lumbres et à 7 km au sud-ouest de la commune de Saint-Omer (chef-lieu d'arrondissement et aire d'attraction).
Le territoire de la commune est limitrophe de ceux de six communes.
Les communes limitrophes sont Wisques, Remilly-Wirquin, Setques, Wavrans-sur-l'Aa, Elnes et Hallines.

### Géologie et relief
La superficie de la commune est de 9,4 km2 ; son altitude varie de 25  à   139 m.

### Hydrographie

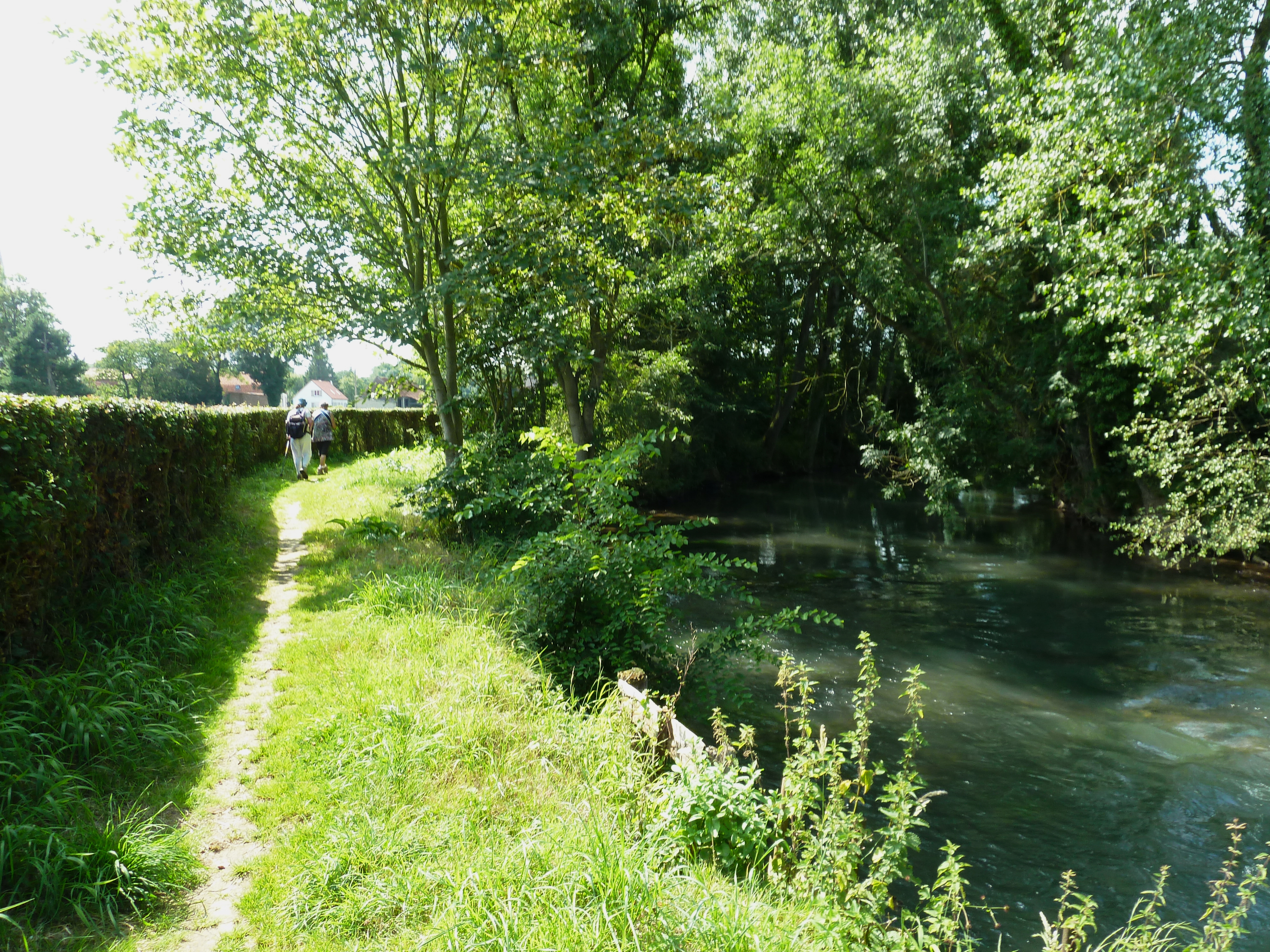
l'Aa traversant Esquerdes.

Le territoire de la commune est situé dans le bassin Artois-Picardie.
La commune est traversée par le fleuve l'Aa, un cours d'eau naturel de 56 km, qui prend sa source dans la commune de Bourthes et se jette dans le canal de Neufossé au niveau de la commune de Saint-Omer.

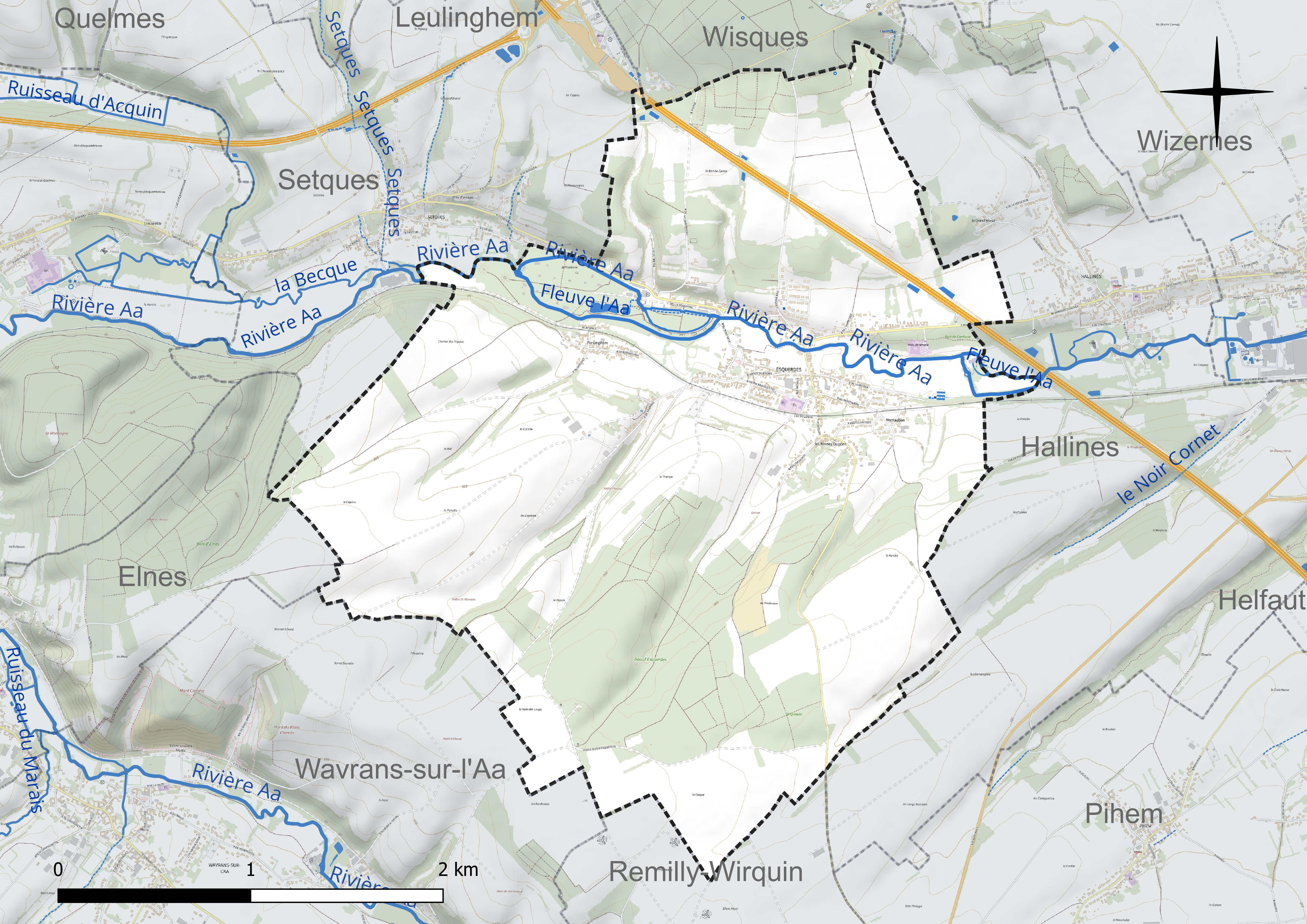
Réseau hydrographique d'Esquerdes.

### Climat
Pour des articles plus généraux, voir Climat des Hauts-de-France et Climat du Pas-de-Calais.
En 2010, le climat de la commune est de type climat océanique altéré, selon une étude du CNRS s'appuyant sur une série de données couvrant la période 1971-2000. En 2020, Météo-France publie une typologie des climats de la France métropolitaine dans laquelle la commune est exposée à un climat océanique et est dans la région climatique Côtes de la Manche orientale, caractérisée par un faible ensoleillement (1 550 h/an) ; forte humidité de l’air (plus de 20 h/jour avec humidité relative > 80 % en hiver), vents forts fréquents.
Pour la période 1971-2000, la température annuelle moyenne est de 10,3 °C, avec une amplitude thermique annuelle de 13,9 °C. Le cumul annuel moyen de précipitations est de 872 mm, avec 13 jours de précipitations en janvier et 8,3 jours en juillet. Pour la période 1991-2020, la température moyenne annuelle observée sur la station météorologique la plus proche, située sur la commune de Nielles-lès-Bléquin à 11 km à vol d'oiseau, est de 10,6 °C et le cumul annuel moyen de précipitations est de 976,9 mm,. Pour l'avenir, les paramètres climatiques de la commune estimés pour 2050 selon différents scénarios d'émission de gaz à effet de serre sont consultables sur un site dédié publié par Météo-France en novembre 2022.

### Paysages
Pour un article plus général, voir Paysage en France.
La commune s'inscrit dans les « paysages des hauts plateaux artésiens » tels qu’ils sont définis dans l’atlas de paysages de la région Nord-Pas-de-Calais, conçu par la direction régionale de l'Environnement, de l'Aménagement et du Logement (DREAL),.
Ces paysages, qui concernent 77 communes du Pas-de-Calais, se situent à l'extrémité ouest des collines de l'Artois qui traversent le Pas-de-Calais d'Arras au Boulonnais. L'altitude de ces paysages dépassent les 180 mètres. Ces dimensions sont modestes, d'une quinzaine de kilomètres du sud-est au nord-ouest et d'une vingtaine de kilomètres dans sa dimension la plus grande.
Ces « paysages des hauts plateaux artésiens », appelés aussi « Haut Artois », se caractérisent par trois ensembles écopaysagers : 
- l'ensemble mésophile ouvert du plateau artésien calcaire ;
- l'ensemble alluvial des fonds de vallée de la Lys et de l'Aa ;
- l'ensemble calcicole des versants calcaires des vallées[12].

Le « Haut Artois » dispose d'une importante densité de corridors biologiques bien interconnectés.
Dans le « Haut Artois », pas de villes, c'est une des rares terres rurales de la région, les communes les plus importantes sont, du nord au sud, Lumbres, Fauquembergues et Fruges. Le « Haut Artois », drainé par l'Aa et la Lys, constitue le sommet de l'anticlinal artésien, paysage ventée, froid et aux précipitations importantes qui en font le château d'eau régional.
Leș cultures représentent environ 60 % des sols, les prairies entre 26 et 27 %, les bois de 5 à 8 % et les villages et bourgs de 5 à 8 %, l'industrie y est peu présente.

### Milieux naturels et biodiversité

#### Espace protégé

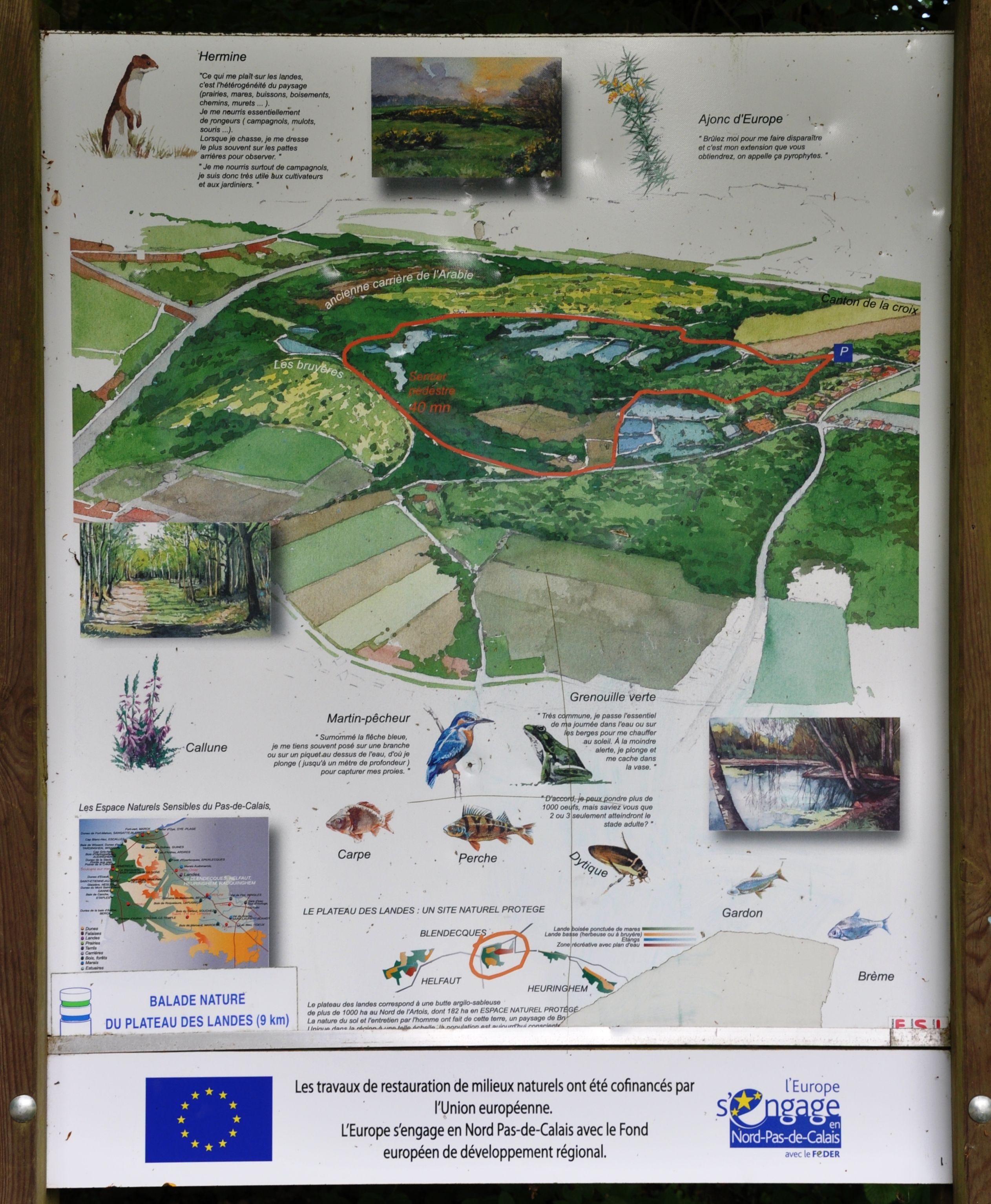
Le plateau des landes.

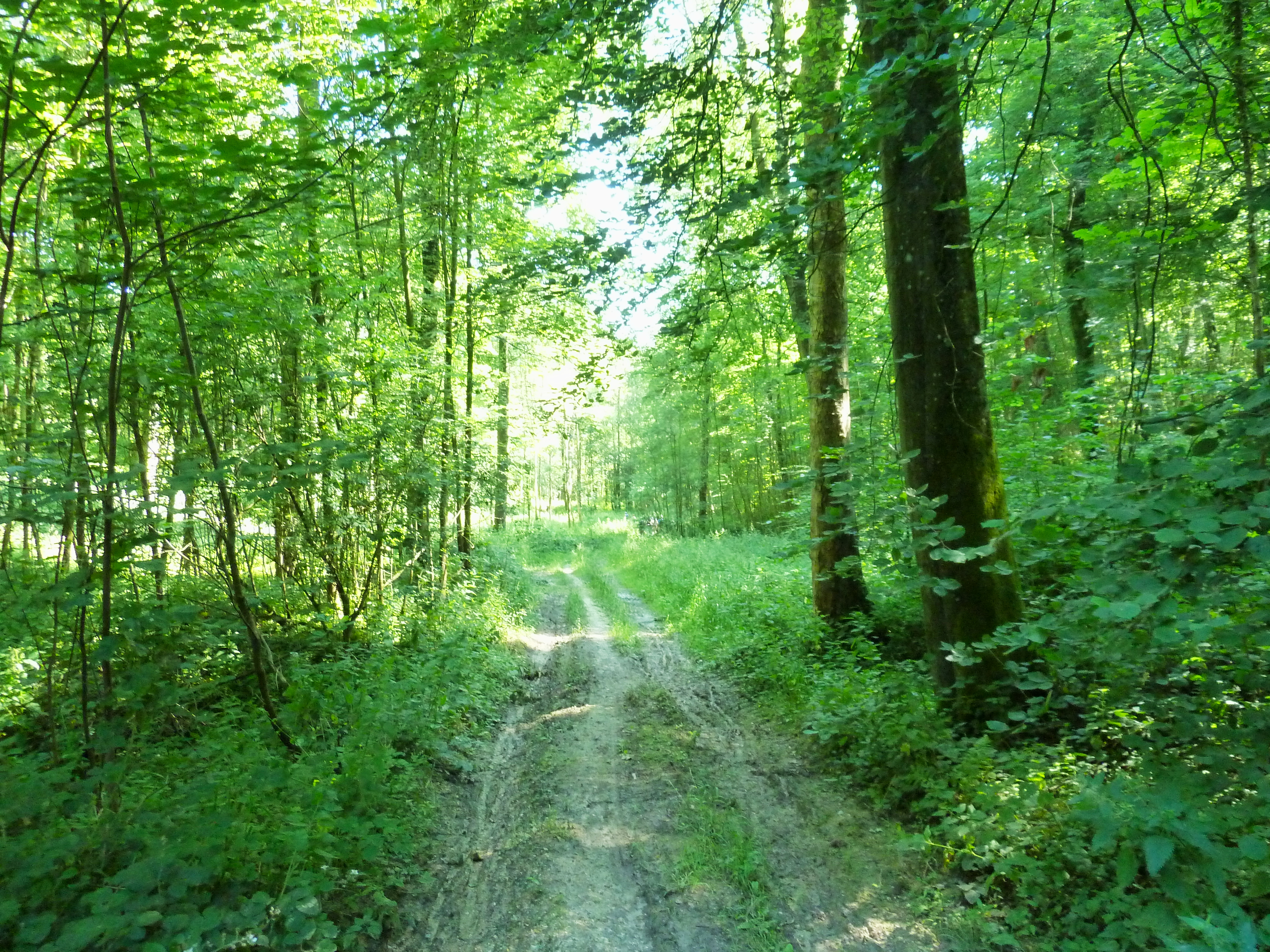
Le bois d' Esquerdes.

La protection réglementaire est le mode d’intervention le plus fort pour préserver des espaces naturels remarquables et leur biodiversité associée.
Dans ce cadre, la commune fait partie d'un espace protégé : le parc naturel régional des Caps et Marais d'Opale, d’une superficie de 132 499 ha réparties sur 154 communes, géré par le syndicat mixte d'aménagement et de gestion du parc naturel régional des Caps et Marais d'Opale.

#### Zones naturelles d'intérêt écologique, faunistique et floristique
L’inventaire des zones naturelles d'intérêt écologique, faunistique et floristique (ZNIEFF) a pour objectif de réaliser une couverture des zones les plus intéressantes sur le plan écologique, essentiellement dans la perspective d’améliorer la connaissance du patrimoine naturel national et de fournir aux différents décideurs un outil d’aide à la prise en compte de l’environnement dans l’aménagement du territoire.
Le territoire communal comprend six ZNIEFF de type 1 :
- la montagne de Lumbres, d’une superficie de 294 ha et d'une altitude variant de 36  à   143 m. Ce site situé sur le versant droit de la vallée de l’Aa, au sud-est de Lumbres, est un vaste promontoire boisé[15] ;
- les ravins de Pihem et Noir Cornet et coteau de Wizernes. Cette ZNIEFF s’étend le long de la rive droite de l’Aa où elle forme un ensemble des plus remarquables tant d’un point de vue paysager qu’écologique[16].
- la Vallée de l'Aa entre Lumbres et Wizernes, d’une superficie de 168 ha et d'une altitude variant de 25  à   36 m. Ce site se rattache à l'ensemble écologique constitué par la moyenne vallée de l’Aa et ses versants entre Remilly-Wirquin et Wizernes (ZNIEFF de type 2)[17] ;
- le coteau de Setques, d’une superficie de 27 ha et d'une altitude variant de 35 à 85 m. Ce site, remarquable par son relief, sa pente abrupte et sa hauteur (environ 70 m), est constitué, dans sa partie inférieure de craies marneuses du Turonien moyen et inférieur, puis de craies blanches à silex du Turonien supérieur et du Sénonien surmonté d’une couche d’argile à silex[18] ;
- le bois et les landes de Wisques, d’une superficie de 175 ha et d'une altitude variant de 89  à   126 m. Ce site occupe une des nombreuses buttes sablo-argileuses relictuelles couronnant les hauts de versants et les plateaux de la vallée de l’Aa[19] ;
- le bois d’Esquerdes et la vallée Pruvost, d’une superficie de 194 ha et d'une altitude variant de 55  à   136 m C'est un petit bois situé sur le plateau d’Artois, à proximité de la vallée de l’Aa, dont l'interêt est la présence d'une hêtraie et d'une érablaie[20].

et une ZNIEFF de type 2 : la moyenne vallée de l’Aa et ses versants entre Remilly-Wirquin et Wizernes. La moyenne vallée de l’Aa et ses versants représentent un remarquable ensemble écologique associant des habitats très différents constituant des complexes de végétations souvent complémentaires.

Carte des ZNIEFF de type 1 et 2 sur la commune
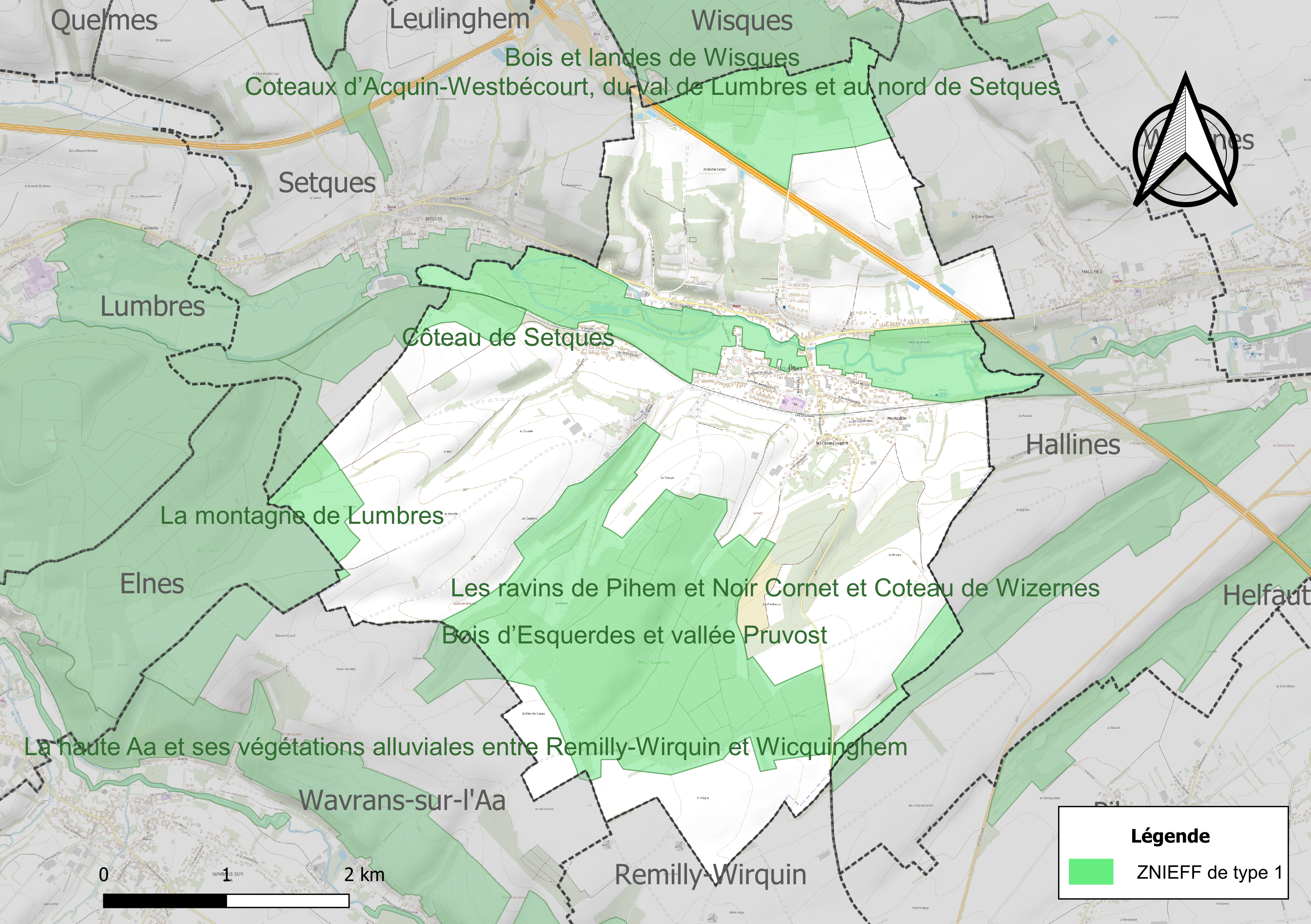
Carte des ZNIEFF de type 1 sur la commune.
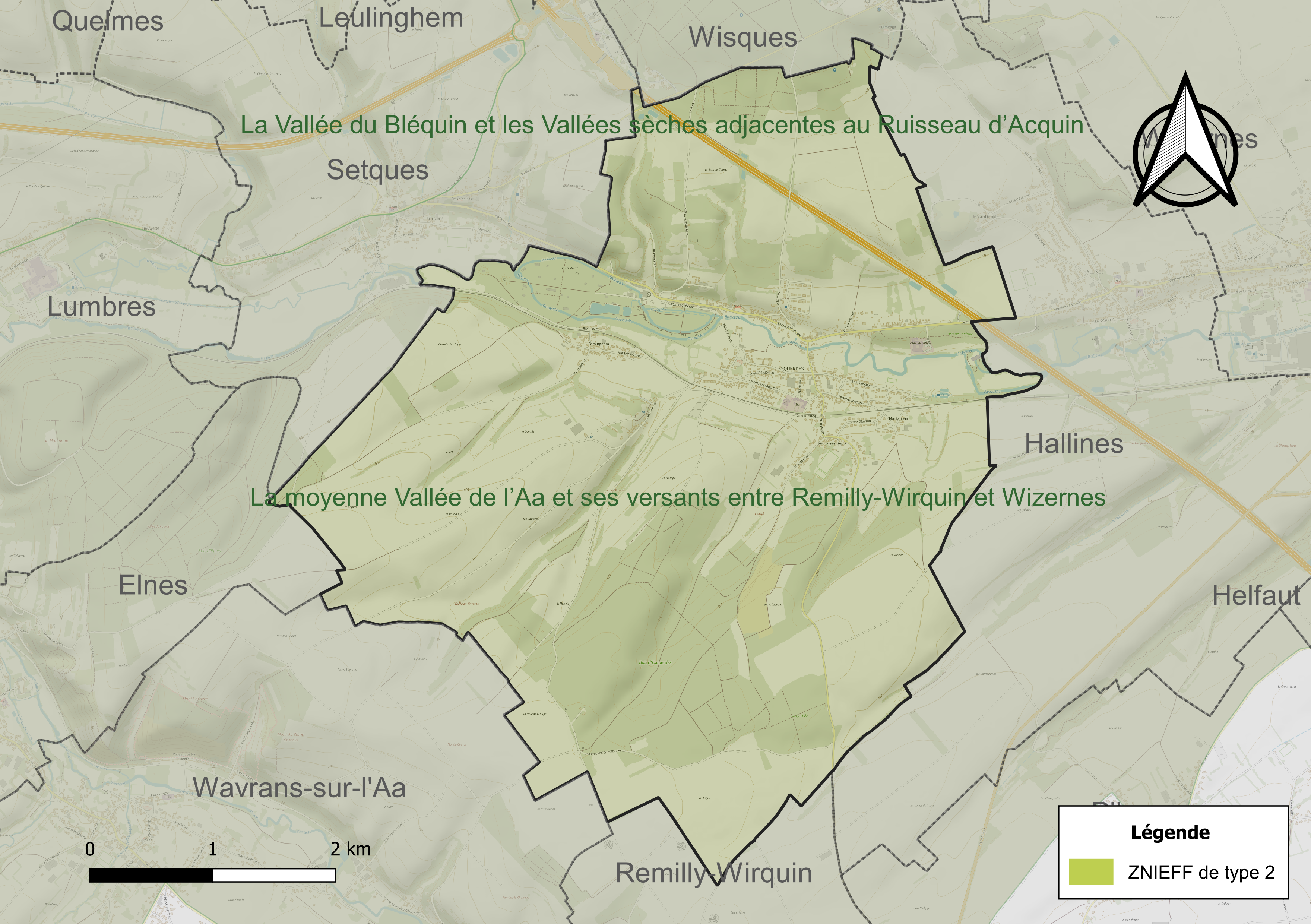
Carte de la ZNIEFF de type 2 sur la commune.

#### Site Natura 2000
Le réseau Natura 2000 est un réseau écologique européen de sites naturels d’intérêt écologique élaboré à partir des directives « habitats » et « oiseaux ». Ce réseau est constitué de zones spéciales de conservation (ZSC) et de zones de protection spéciale (ZPS). Dans les zones de ce réseau, les États Membres s'engagent à maintenir dans un état de conservation favorable les types d'habitats et d'espèces concernés, par le biais de mesures réglementaires, administratives ou contractuelles.
Sur la commune, un site Natura 2000 de type B est défini en site d'importance communautaire (SIC) : les pelouses, bois acides à neutrocalcicoles, landes nord-atlantiques du plateau d'Helfaut et le système alluvial de la moyenne vallée de l'Aa d'une superficie de 389 ha et répartis sur 14 communes.

## Urbanisme

### Typologie
Au 1er janvier 2024, Esquerdes est catégorisée ceinture urbaine, selon la nouvelle grille communale de densité à sept niveaux définie par l'Insee en 2022.
Elle appartient à l'unité urbaine de Lumbres, une agglomération intra-départementale regroupant huit  communes, dont elle est une commune de la banlieue,,. Par ailleurs la commune fait partie de l'aire d'attraction de Saint-Omer, dont elle est une commune de la couronne,. Cette aire, qui regroupe 79 communes, est catégorisée dans les aires de 50 000 à moins de 200 000 habitants,.

### Occupation des sols
L'occupation des sols de la commune, telle qu'elle ressort de la base de données européenne d’occupation biophysique des sols Corine Land Cover (CLC), est marquée par l'importance des territoires agricoles (71,2 % en 2018), en diminution par rapport à 1990 (73 %). La répartition détaillée en 2018 est la suivante :
terres arables (70,5 %), forêts (22,5 %), zones urbanisées (6,4 %), zones agricoles hétérogènes (0,5 %), prairies (0,1 %). L'évolution de l’occupation des sols de la commune et de ses infrastructures peut être observée sur les différentes représentations cartographiques du territoire : la carte de Cassini (XVIIIe siècle), la carte d'état-major (1820-1866) et les cartes ou photos aériennes de l'IGN pour la période actuelle (1950 à aujourd'hui).

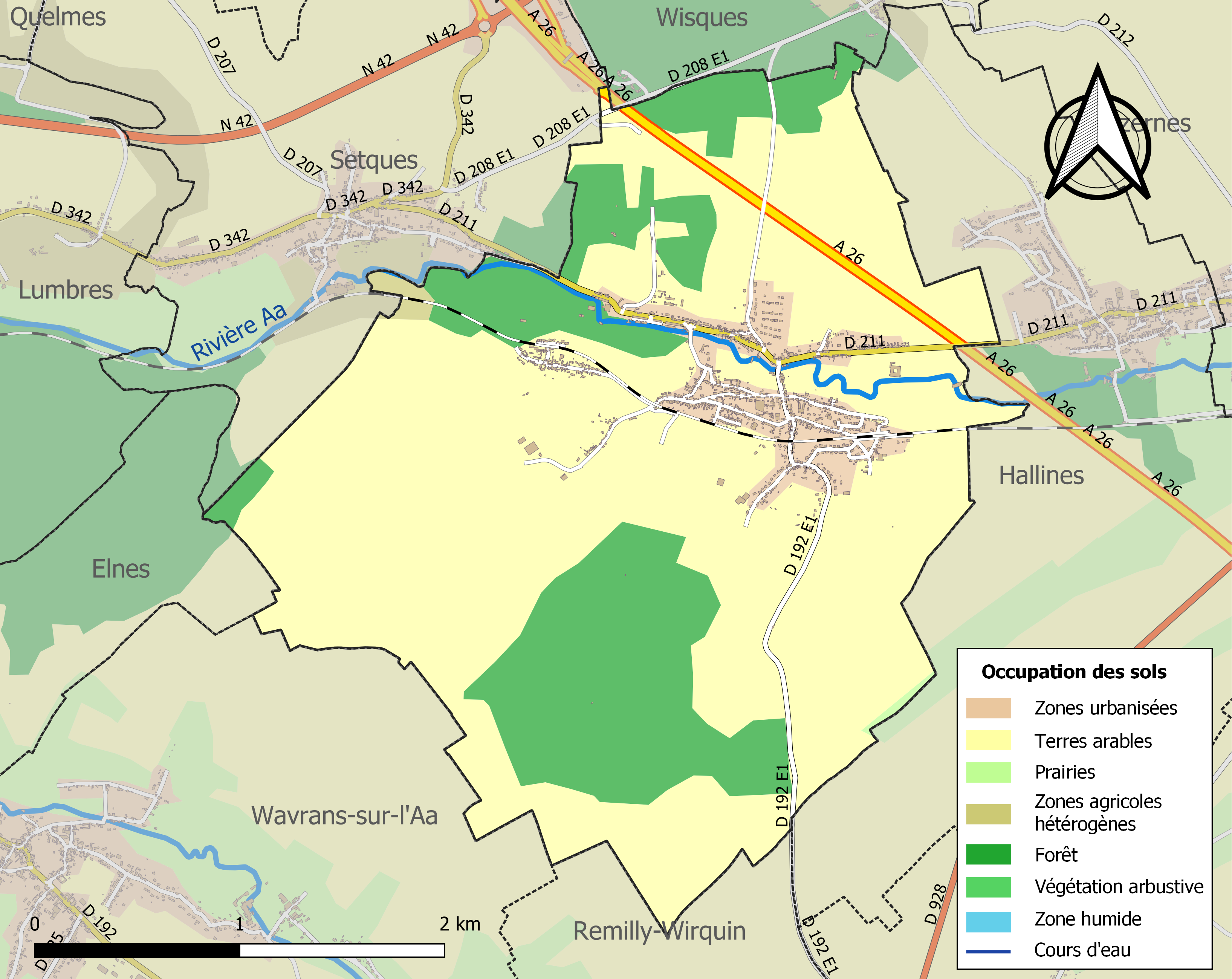
Carte des infrastructures et de l'occupation des sols de la commune en 2018 (CLC).

### Voies de communication et transports

#### Voies de communication
La commune est desservie par la route départementale D 211 et est située, d'une part, à 3 km de la sortie no 3 de l'autoroute A 26, aussi appelé autoroute des Anglais, reliant Calais à Troyes, et d'autre part, à proximité de la RN 42 reliant Boulogne-sur-Mer à Saint-Omer.

#### Transport ferroviaire
La commune se trouve à 10 km, au sud-ouest, de la gare de Saint-Omer, située sur les lignes de Lille aux Fontinettes et de Saint-Omer à Hesdigneul, desservie par des trains TER Hauts-de-France.

### Risques naturels et technologiques

#### Risque inondation
À la suite du passage des tempêtes Ciarán, Domingos et Elisa et des inondations et coulées de boue qui se sont produites, la commune est reconnue, par arrêté du 14 novembre 2023, en état de catastrophe naturelle pour inondations et coulées de boue sur la période du 2 au 12 novembre 2023, comme 179 autres communes du département.

## Toponymie

### Attestations anciennes
Le nom de la localité est attesté sous les formes Squerdia (857), Squerda (960), Swerdes (1146), Squerdes (1166), Zwerda et Suerdan (1175), Suerdes (1178), Zwerdes (1200), Esquerdes et Escuerdes (1240), Squerdes (1250), Schuerdes (1293), Eskuerdes (1319), Esquerdes (1365), Escuerdes (XIVe siècle), Escouerdes (1448), Esquerdres (1631), Querde (1759), Equerdes (1793), Equerdes en 1793 ; Equerdes et Esquerdes depuis 1801.

### Étymologie
Du germanique skarda, escherde, en vieux français signifiait « écaille » ou « terrain raboteux » - selon d'autres interprétations, il signifierait « passage ».

## Histoire

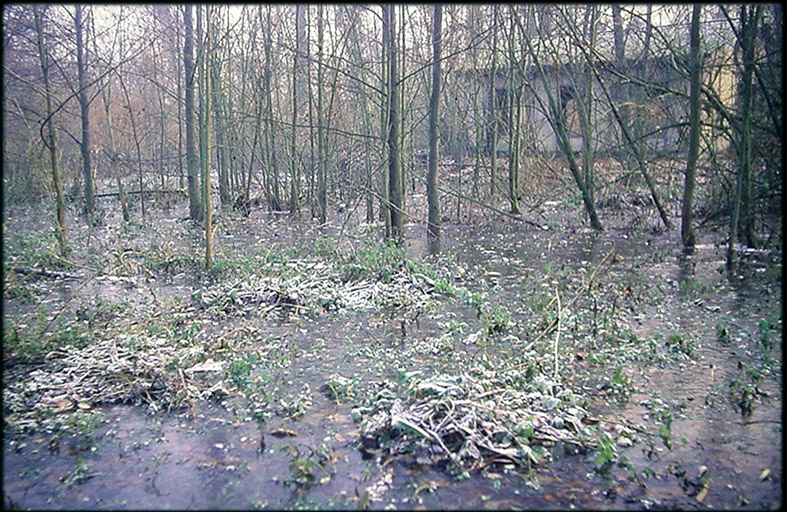
Le bois de l'ancienne poudrerie nationale d'Esquerdes, inondé (janvier 1992).

Village ancien, Esquerdes se trouvait sur la grande voie romaine La Leulène qui allait de Thérouanne à Sangatte, sur la côte. Une prospection archéologique de 1984, a permis de découvrir sur deux sites dits les Tripoux et le Paradis des traces de la période néolithique (silex et os taillés).
En 1209, l'évêque de Thérouanne, Jean, déclare que le chevalier Mathieu de Squerda et sa femme Mabilie ont vendu au chapitre de Thérouanne l'autel de Lenseus (Linzeux), les dîmes et les demeures voisines du cimetière moyennant 27 marcs parisis et l'annulation d'un cens annuel de 5 sous, dû au chapitre.
Il y avait au moins deux seigneuries à Esquèdres, soit distinctes dès l'origine, soit séparées à partir d'une souche commune :
- celle du château était un fief des d'Estrées, possession d'une branche qui devint aussi maîtresse de Vez : dont au XIVe siècle Hector de Vez, suivi de son fils Jean (d'Estrées) de Vez et d'Esquerdes (fl. à partir de 1370 ; † vers 1399), chambellan des ducs de Bourgogne et d'Orléans ; sa fille ou nièce Jeanne de Vez d'Esquerdes (dite aussi de St-Clair : St-Clair ?)[37] maria Bernard de Thil-Châteauvillain, et ils cédèrent Esquerdes en 1441/1442 à Jeanne/Marguerite de La Trémoïlle († 1468)[38], petite-nièce de Guy VI de La Trémoïlle et mère du maréchal de Crèvecœur.
- Cette dernière, avant d'épouser Jacques de Crèvecœur[39], fut en effet la femme de Philippe du Bois de Fiennes d'Annequin (fils de Jean II du Bois)[40], titulaire de l'autre seigneurie dite du Bois d'Esquerdes que Jeanne/Marguerite reçut en douaire ; les Fiennes sont réputés avoir acquis le Bois d'Esquerdes par le mariage de Robert de Fiennes de Heuchin avec Colle/Caule/Claude, fille homonyme de Caule/Colas, dernier fils de Waléran de Limbourg-Luxembourg, dans la 2e moitié du XIIIe siècle. Ainsi, par son 1er mari et par son acquisition de 1442, Jeanne réunit la terre d'Esquerdes, qui échut ensuite à son fils le maréchal Philippe (né en 1418 ? ou plutôt ap. 1433-† 1494 ; Sans postérité), puis aux neveux de ce dernier, Jean IV et l'évêque de Béziers Antoine du Bois (de Fiennes) d'Esquerdes (v. 1470-1537), deux fils de Jean III du Bois d'Esquerdes, le propre demi-frère aîné utérin du maréchal Philippe et fils aîné de Jeanne/Marguerite.

La commune a gardé de son passé certains monuments ou sites remarquables :
- la ferme de Crèvecœur près de la rivière, aujourd'hui propriété privée, est constituée par un ensemble de bâtiments (dont une tour) du XVe siècle, ayant appartenu à Jeanne de la Trémoille, dame de Crèvecœur et de Thouars par son 2e mari Jacques de Crèvecœur[41] (Maison de La Trémoille), puis à son fils Philippe de Crèveœur (né vers 1418 - mort à L'Arbresle en 1494). Guerrier, il servit successivement Charles le Téméraire (1433 – 1477), duc de Bourgogne, puis à sa mort, son ennemi le roi Louis XI. Il fut nommé maréchal de France en 1483 et substitua son patronyme à celui d'Esquerdes ;
- son église (située au centre du village, sur la place) construite à partir du milieu du XIIe jusqu'au XVIIe siècle en pierre et en craie, d'abord rattachée au diocèse de Thérouanne, elle passe en 1557, sous la dépendance du diocèse de Boulogne. Avec son épitaphe du XIVe siècle, sa cloche de 1518 et la dalle funéraire de Jeanne de la Trémoille, l'église est depuis 1919 monument du patrimoine français.

L'histoire d'Esquerdes est liée à l'évolution de deux industries, celle du papier et celle de la poudre, qui se sont développées de l'époque de Louis XIV jusqu'au XXe siècle et qui ont permis un accroissement de sa population. En 1790, la commune était assez importante (avec ses 500 habitants environ) pour être nommée chef-lieu de canton. Deux cents ans plus tard, ce chiffre avait triplé.
En 1850, le moulin de Confosse du baron De Colbert fut racheté par Charles Verschaeve, marchand de papier à Lille. L'industrie du papier se développa et prospéra dans la vallée de l'Aa (ou plusieurs autres papeteries se sont également installées sur les sites d'anciens moulins à eau). La Maison du papier, conçue avec le parc naturel régional et inaugurée le 24 juin 1994, témoigne de cette activité, et fait revivre cette histoire, via des expositions et animations ainsi qu'un atelier de création artistique sur le thème du papier.
La Poudrerie nationale d'Esquerdes fut créée à la fin du XVIIe siècle par la Régie Royale des Poudres et Salpêtres sous Louis XIV, par son ministre des affaires militaires, Michel Le Tellier. Deux moulins qui existaient alors sur le site furent transformés en moulins à poudre (broyage du salpêtre et du charbon de bois produit à partir d'aulne glutineux dans la proche "carbonnerie" ou "carbonnière". La poudrerie cessa ses activités en 1970. Environ 130 bâtiments éparpillés dans un terrain de plus de 30 ha servaient à abriter ou fabriquer des explosifs, non sans avoir pollué le sol par d'importantes quantités de nitrates (la nitre est en effet l'un des principaux composés de la poudre). Abandonnés durant environ 40 ans, certains de ces bâtiments ont été "transpercés" par des arbres qui ont recolonisé toute la cette friche industrielle.

Le site a été acheté par un propriétaire anglais. Il a ensuite été acquis pour moitié par le conseil général pour l'ouvrir au public (sur la partie dont il est propriétaire) après avoir été nettoyé et aménagé avec l'aide de l'EPF (Établissement public foncier, organisme qui associe l'État et le conseil régional du Nord-Pas-de-Calais pour faire du portage foncier et un pré-aménagement) et pour l'autre moitié a été acheté par une société civile immobilière de chasseurs.

Il est épisodiquement touché par des inondations qui n'y sont pas anormales puisqu'il a été volontairement construit dans le lit mineur et majeur de l'Aa, justement pour qu'on puisse l'inonder en cas d'incendie pour limiter le risque d'explosion de munitions.
En janvier 1999, le département, propriétaire du parc, y aménageait un parc arboré, un parking et un chemin de découverte pour accueillir le public. La commune prit en charge la rénovation du bâtiment principal, devenu désormais salle des fêtes, ainsi que la cheminée, inaugurées respectivement le 24 avril 1999 et le 9 juin 2000.
Pendant la Seconde Guerre mondiale, un site de lancement de missiles V1 est construit.

## Politique et administration

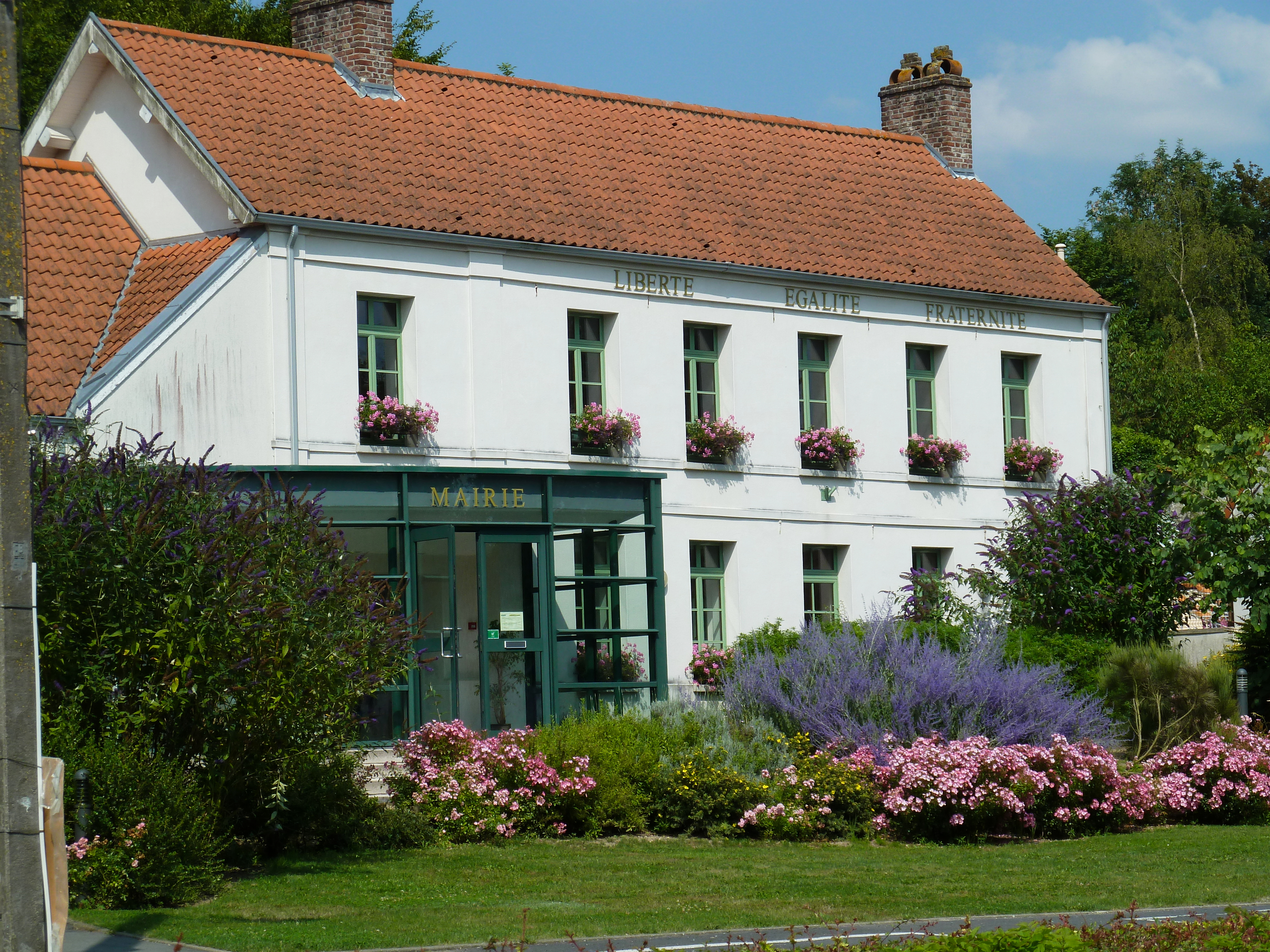
La mairie.

### Découpage territorial
La commune se trouve dans l'arrondissement de Saint-Omer du département du Pas-de-Calais, depuis 1801.

#### Commune et intercommunalités
La commune est membre de la communauté de communes du Pays de Lumbres.

#### Circonscriptions administratives
La commune est rattachée au canton de Lumbres, depuis 1801.

#### Circonscriptions électorales
Pour l'élection des députés, la commune fait partie de la sixième circonscription du Pas-de-Calais.

### Élections municipales et communautaires

#### Liste des maires
| Période                                  | Période                       | Identité         | Étiquette | Qualité  |
| ---------------------------------------- | ----------------------------- | ---------------- | --------- | -------- |
| Les données manquantes sont à compléter. |                               |                  |           |          |
| 1947                                     | 1977                          | Paul Tétart      | SFIO      |          |
| 1977                                     | 1995                          | André Robitaille | PS        |          |
| 1995                                     | 2014                          | Gilbert Chiquet  |           |          |
| 2014                                     | 2020                          | Francis Sagnier  | DVG       |          |
| 2020                                     | En cours (au 17 février 2022) | Olivier Obert    |           | Ouvrier, |

## Équipements et services publics

### Enseignement
La commune est située dans l'académie de Lille et dépend, pour les vacances scolaires, de la zone B.
La commune administre deux écoles communales du primaire : l’école élémentaire Pierre Brossolette et l'école maternelle Marcelle Maillot.

### Justice, sécurité, secours et défense
La commune dépend du tribunal judiciaire de Saint-Omer, du conseil de prud'hommes de Saint-Omer, de la cour d'appel de Douai, du tribunal de commerce de Boulogne-sur-Mer, du tribunal administratif de Lille, de la cour administrative d'appel de Douai, du pôle nationalité du tribunal judiciaire de Boulogne-sur-Mer et du tribunal pour enfants de Saint-Omer.

## Population et société

### Démographie
Les habitants de la commune sont appelés les Esquerdois.

#### Évolution démographique
L'évolution du nombre d'habitants est connue à travers les recensements de la population effectués dans la commune depuis 1793. Pour les communes de moins de 10 000 habitants, une enquête de recensement portant sur toute la population est réalisée tous les cinq ans, les populations de référence des années intermédiaires étant quant à elles estimées par interpolation ou extrapolation. Pour la commune, le premier recensement exhaustif entrant dans le cadre du nouveau dispositif a été réalisé en 2007.

En 2022, la commune comptait 1 607 habitants, en évolution de −0,62 % par rapport à 2016 (Pas-de-Calais : −0,72 %, France hors Mayotte : +2,11 %).
| 1793 | 1800 | 1806 | 1821 | 1831 | 1836 | 1841 | 1846 | 1851 |
| ---- | ---- | ---- | ---- | ---- | ---- | ---- | ---- | ---- |
| 504  | 511  | 582  | 652  | 702  | 679  | 742  | 774  | 742  |

| 1856 | 1861 | 1866 | 1872 | 1876 | 1881 | 1886 | 1891 | 1896 |
| ---- | ---- | ---- | ---- | ---- | ---- | ---- | ---- | ---- |
| 833  | 812  | 822  | 770  | 840  | 930  | 901  | 995  | 994  |

| 1901 | 1906  | 1911  | 1921  | 1926  | 1931  | 1936  | 1946  | 1954  |
| ---- | ----- | ----- | ----- | ----- | ----- | ----- | ----- | ----- |
| 960  | 1 004 | 1 074 | 1 123 | 1 171 | 1 194 | 1 032 | 1 242 | 1 156 |

| 1962  | 1968  | 1975  | 1982  | 1990  | 1999  | 2006  | 2007  | 2012  |
| ----- | ----- | ----- | ----- | ----- | ----- | ----- | ----- | ----- |
| 1 147 | 1 205 | 1 182 | 1 278 | 1 530 | 1 460 | 1 569 | 1 584 | 1 549 |

| 2017  | 2022  | - | - | - | - | - | - | - |
| ----- | ----- | - | - | - | - | - | - | - |
| 1 629 | 1 607 | - | - | - | - | - | - | - |

#### Pyramide des âges
En 2018, le taux de personnes d'un âge inférieur à 30 ans s'élève à 38,0 %, soit au-dessus de la moyenne départementale (36,7 %). À l'inverse, le taux de personnes d'âge supérieur à 60 ans est de 23,5 % la même année, alors qu'il est de 24,9 % au niveau départemental.
En 2018, la commune comptait 815 hommes pour 812 femmes, soit un taux de 50,09 % d'hommes, légèrement supérieur au taux départemental (48,5 %).
Les pyramides des âges de la commune et du département s'établissent comme suit.
| Hommes | Classe d’âge | Femmes |
| ------ | ------------ | ------ |
| 0,6    | 90 ou +      | 1,0    |
| 5,8    | 75-89 ans    | 9,5    |
| 14,8   | 60-74 ans    | 15,2   |
| 18,7   | 45-59 ans    | 18,6   |
| 21,2   | 30-44 ans    | 18,8   |
| 17,6   | 15-29 ans    | 15,7   |
| 21,4   | 0-14 ans     | 21,2   |

| Hommes | Classe d’âge | Femmes |
| ------ | ------------ | ------ |
| 0,5    | 90 ou +      | 1,6    |
| 5,6    | 75-89 ans    | 8,9    |
| 16,7   | 60-74 ans    | 18,1   |
| 20,2   | 45-59 ans    | 19,2   |
| 18,9   | 30-44 ans    | 18,1   |
| 18,2   | 15-29 ans    | 16,2   |
| 19,9   | 0-14 ans     | 17,9   |

### Manifestations culturelles et festivités
En saison, de mai à septembre, la commune est desservie par le Chemin de fer touristique de la vallée de l'Aa (CFTVA). Il circule sur les quinze kilomètres de voie ferrée, entre Arques et Lumbres, durant lesquels un bénévole anime et commente le parcours.

## Économie

### Revenus de la population et fiscalité
En 2021, la commune compte 617 ménages fiscaux, regroupant 1 550 personnes.
Le revenu fiscal médian par ménage de la commune est de 21 730 €, supérieur à celui du département du Pas-de-Calais (20 720 €) et inférieur à celui de la France métropolitaine (23 080 €),,.

## Culture locale et patrimoine

### Lieux et monuments

#### Monument historique
- L'église Saint-Martin fait l’objet d’un classement au titre des monuments historiques depuis le 17 avril 1914[54].

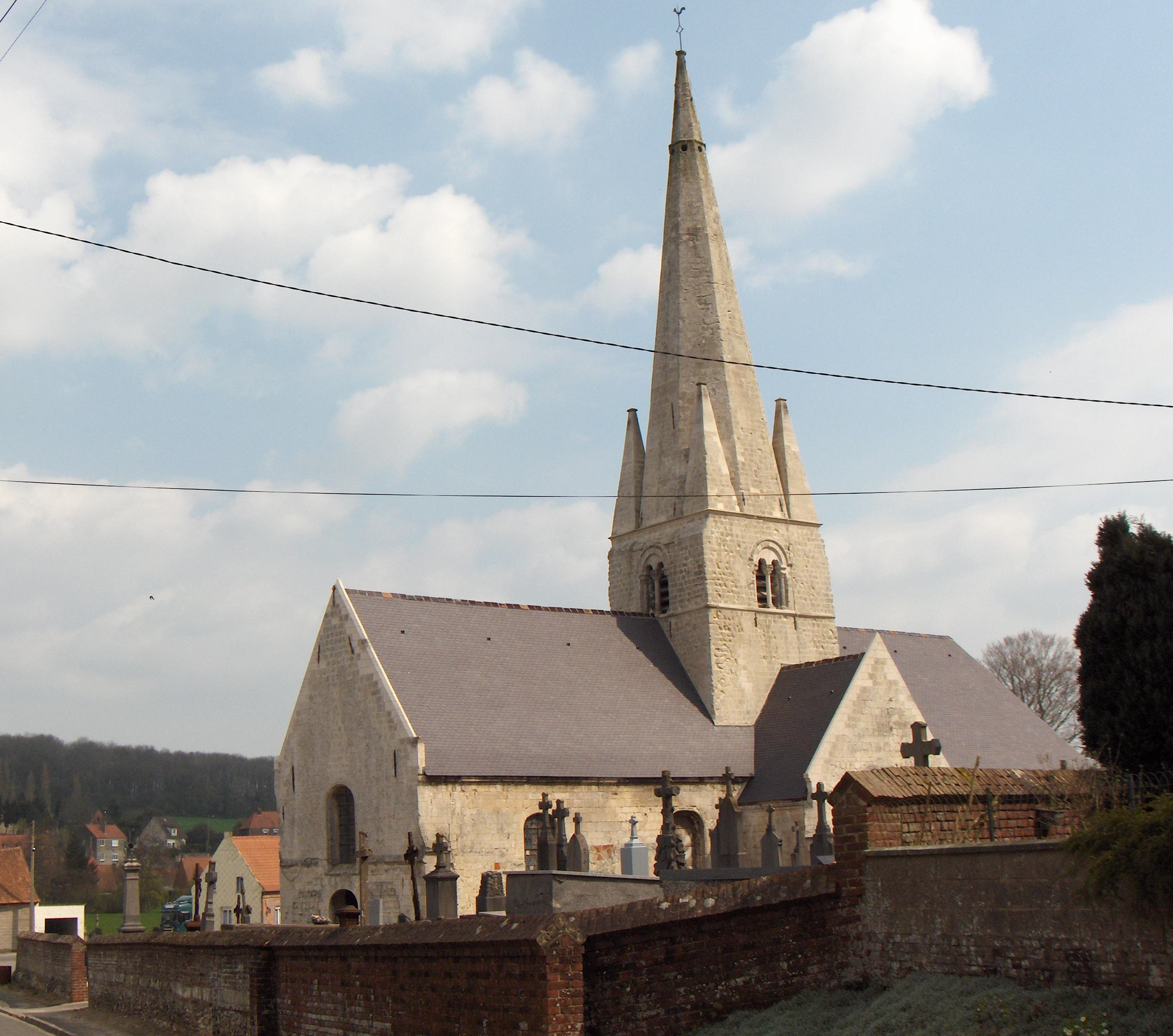
L'église Saint-Martin.
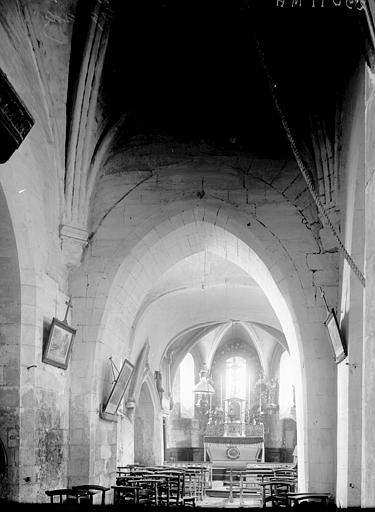
Une partie de la nef et le chœur. (Photographie de Camille Enlart)
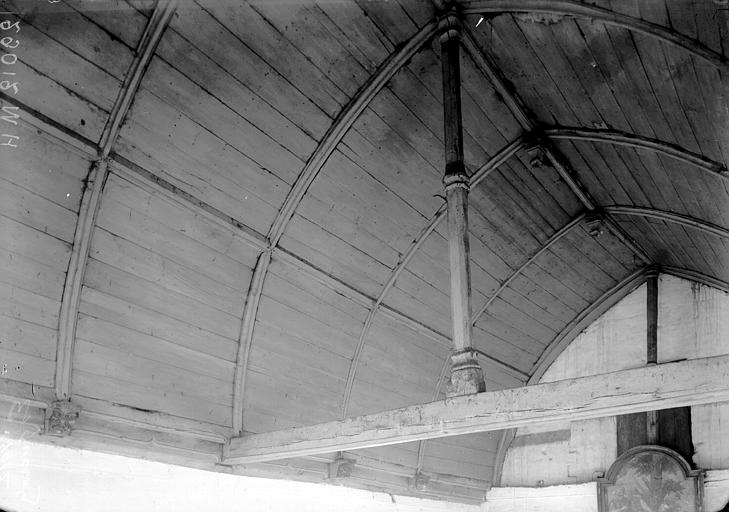
La voûte lambrissée. (Photographie de Camille Enlart)

#### Autres lieux et monuments
- Le château du maréchal Philippe de Crèvecœur des Querdes.
- L'ancienne ferme fortifiée en pierre calcaire blanche et l'église.
- La poudrerie royale.
- La gare.
- Le monument aux morts[55].

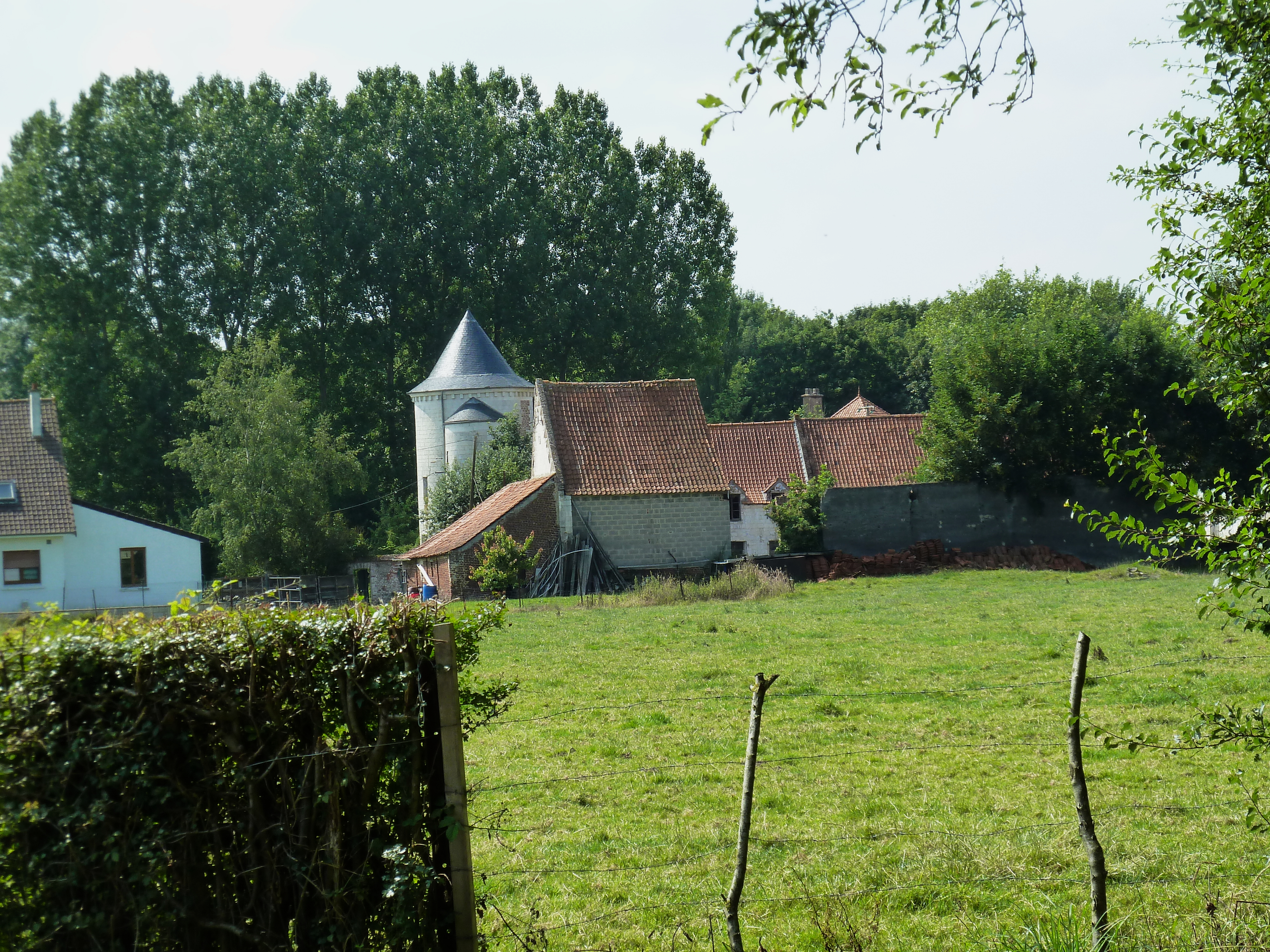
Château du maréchal Philippe de Crèvecœur des Querdes.
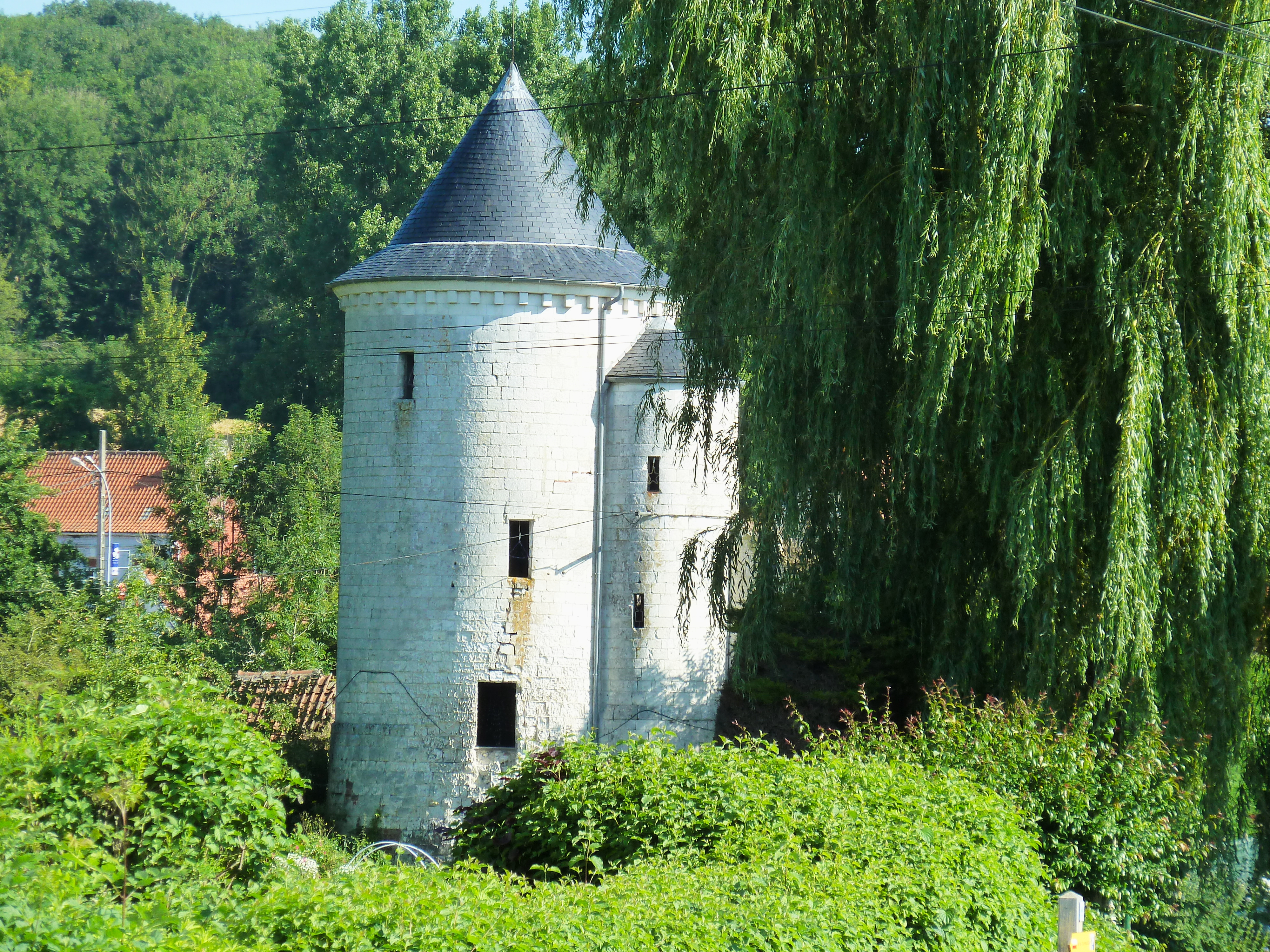
Tour du château du maréchal Philippe de Crèvecœur des Querdes.
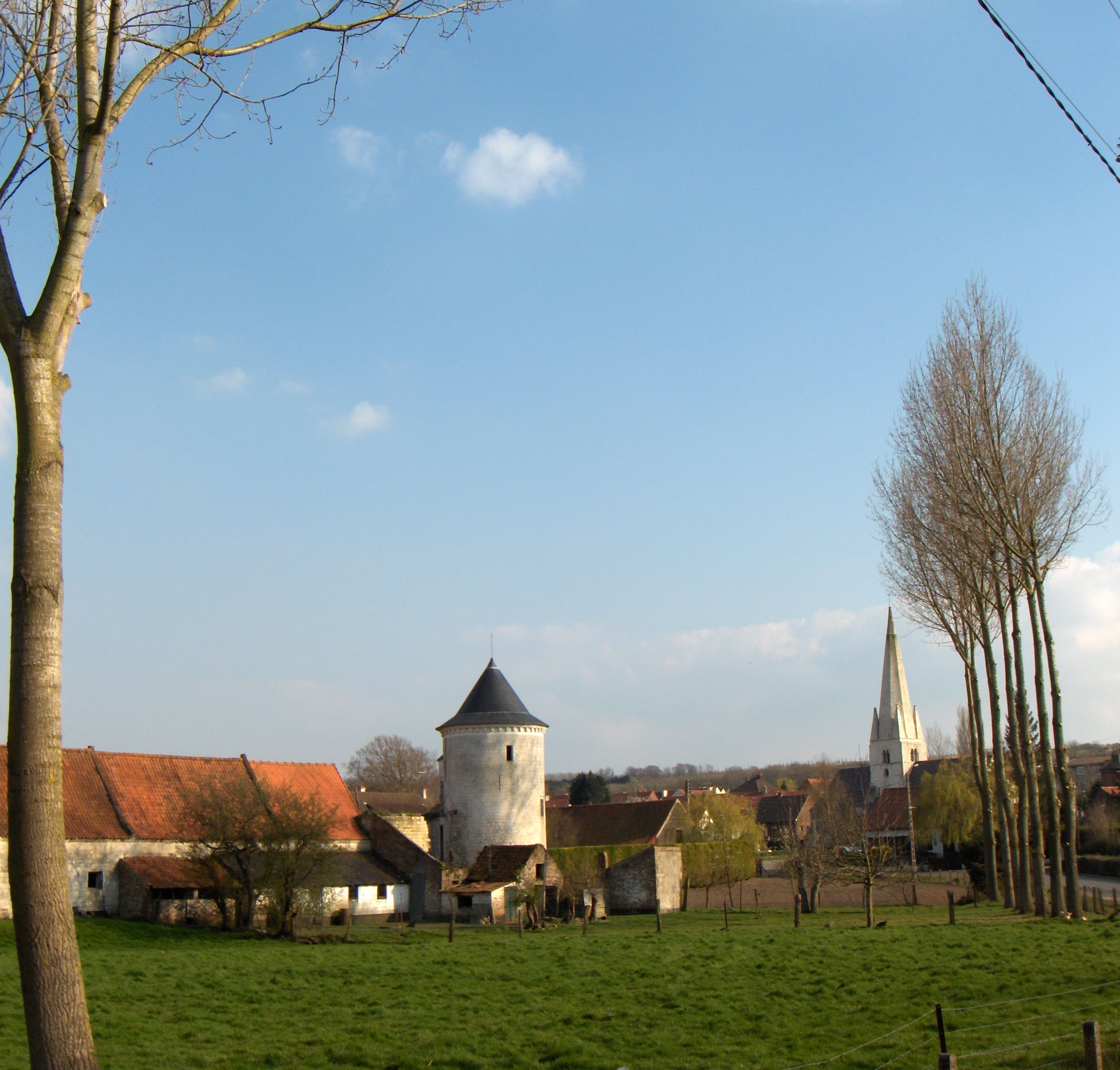
L'ancienne ferme fortifiée en pierre calcaire blanche et l'église.
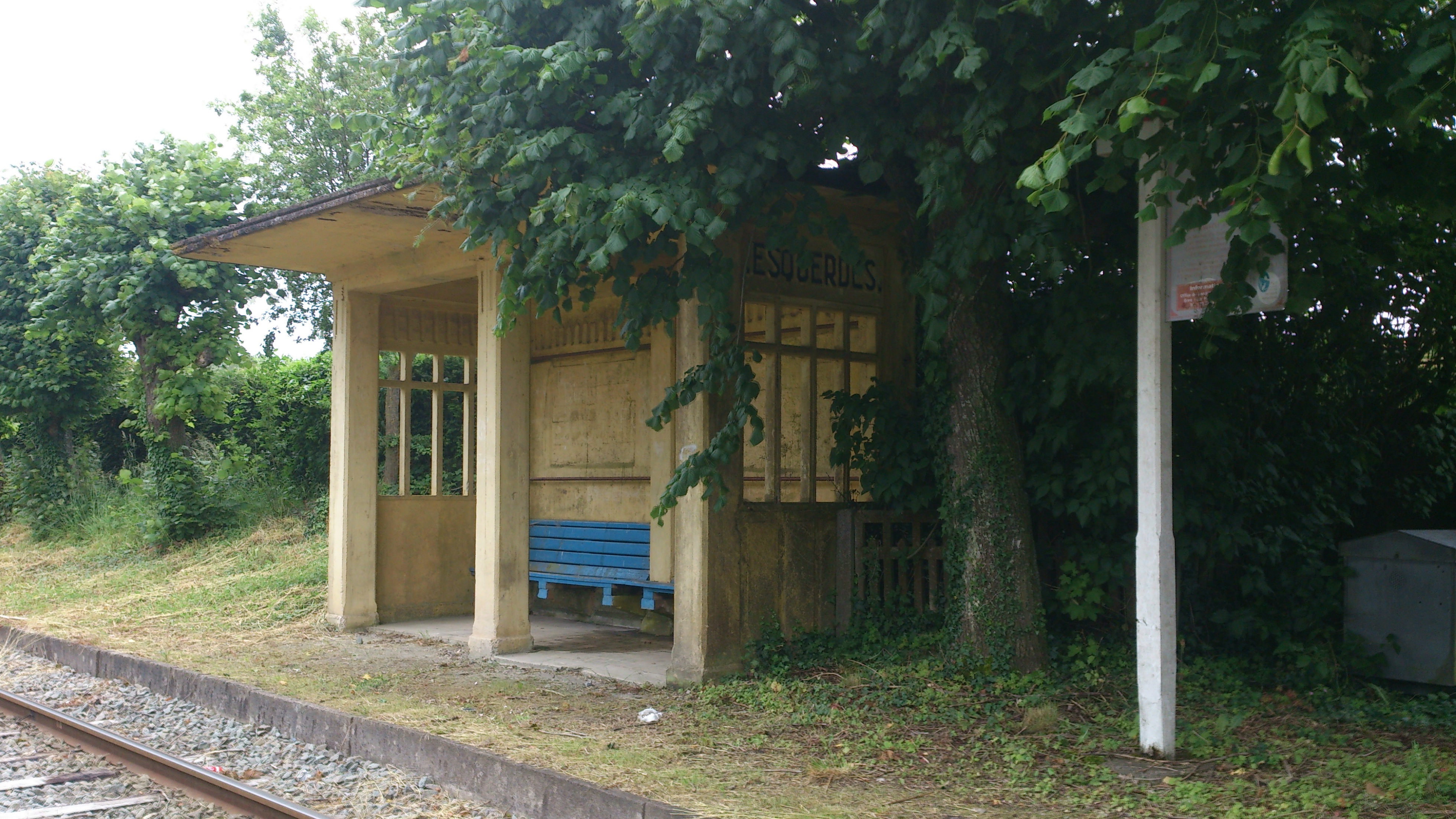
La gare.

### Personnalités liées à la commune
- Philippe de Crèvecœur d'Esquerdes (1418-1494), seigneur d'Esquerdes, homme de guerre français, maréchal de France le 2 septembre 1483 par lettres de Charles VIII ainsi que grand chambellan par autres lettres le 20 février 1492.

### Héraldique
| Blason de Esquerdes | Blason  | De gueules à trois chevrons d'or.                                                      |
| Blason de Esquerdes | Détails | Armes de la famille de Crèvecœur. Adopté par la municipalité au début des années 1990. |

## Pour approfondir